# Axel-Heiberg-Gletscher
Der Axel-Heiberg-Gletscher ist ein 48 Kilometer langer Talgletscher, der im Königin-Maud-Gebirge vom Polarplateau zwischen der Herbert Range und dem Mount Don Pedro Christophersen im Bereich der westlichen Amundsen-Küste zum Ross-Schelfeis fließt. Der Beginn des Gletschers ist geprägt durch den Amundsen-Eisfall.
Der norwegische Polarforscher Roald Amundsen entdeckte den Gletscher im November 1911 als Aufstiegsroute für seinen Weg zum geografischen Südpol. Amundsen benannte ihn nach Axel Heiberg (1848–1932), einem norwegischen Geschäftsmann und Forschungsmäzen, der zahlreiche norwegische Polarexpeditionen, darunter Amundsens Südpolexpedition (1910–1912), unterstützt hatte.

## Einzelnachweis
1. ↑  Roald Amundsen: Die Eroberung des Südpols 1910–1912. Weltbild, Augsburg 2004, ISBN 3-8289-7559-3, S. 121.